# ФК Манчестер сити
Фудбалски клуб Манчестер сити (енгл. Manchester City Football Club) је професионални енглески фудбалски клуб који игра у Премијер лиги. Основан је 1880. као Сент Марк, а 1887. име је промијењено у Ардвик, док је име Манчестер сити, клуб узео 1894. године. Од 1923. до 2003. утакмице су играли на стадиону Мејн роуд, а од 2003. играју на градском стадиону. Клуб је усвојио небеско плаву боју као боју дреса за утакмице које игра на домаћем терену 1894. које користи отад.
Најуспјешнији период клуба био је од 1968. до 1970, када су освојили Прву лигу Енглеске, ФА куп, Лига куп и Куп побједника купова, под вођством тренера Џоа Мерсера и Малколма Алисона. Након пораза у финалу ФА купа 1981, клуб је пролазио кроз тежак период, који је кулминирао испадањем у Трећу лигу 1998, гдје су се задржали само једну сезону. 2000-их су се вратили у Премијер лигу, док је 2008. клуб купила Уједињена група Абу Даби за 210 милиона фунти. Од 2011, Сити је осам пута освојио Премијер лигу (2011/12, 2013/14, 2017/18, 2018/19, 2020/21, 2021/22, 2022/23. и 2023/24).
Након сезоне 2015/16, клуб се нашао на петом мјесту по заради те сезоне, са зарађених 524,9 милиона евра. Године 2017., магазин Форбс сврстао је Манчестер сити на петом мјесту по вриједности, процијенивши њихову вриједност на 2,08 милијарди долара. Године 2015, компанија Сити фудбал груп, сродна компанија Абу Даби групе, купила је 13,79% дионица клуба, за 265 милиона фунти.
У сезони 2017/18. Премијер лиге, Манчестер сити је остварио 18 узастопних побједа, срушивши претходни рекорд Арсенала од 14 побједа из сезоне 2001/02.
Укупно, Манчестер сити је досада био десет пута државни првак, седам пута освајач националног купа, осам пута победник Лига купа, седам пута освајач Суперкупа Енглеске и по једанпут победник Купа победника купова, Лиге шампиона, УЕФА суперкупа и светског клупског првенства.

## Историја

### Сент Марк (1880—1887)
Чланови цркве Сент Марк у западном Гортону, у Манчестеру, основали су из хуманитарних разлога клуб Сент Марк, који је касније постао познат као Манчестер сити. Два црквена тутора настојала су да зауставе насиље локалних банди и алкохолизам успостављајући нове активности за локалне мушкарце, док је велика незапосленост мучила источни Манчестер, поготово Гортон. Свима је било дозвољено да се придруже, без обзира на религију. Године 1875, црква је формирала крикет клуб, али није постојао еквивалент за зимске спортове. Да би исправили ово, Вилијам Бастов и Томас Гудбехер основали су црквени фудбалски клуб назван Сент Марк (сјеверни Гортон), у зиму 1880.
Прву утакмицу Сент Марк је одиграо против црквеног тима из Маклсфилда и поражени су 2:1; остварили су само једну побједу током своје прве сезоне 1880/81, савладавши Стелбриџ Кларенс у марту 1881.
Почетних година постојања Сент Марка, неколико њихових фудбалера играли су за друге тимове, док су такође наступали за цркву; међу њима били су и Валтер Шев, Фредерик и Ричард Хопкинс, као и Лоренс Фурнис, који је касније постао директор и предсједник Манчестер ситија. Валтер Шев је 1884. био капитен Сент Марка и наступао је за Беле Ву. Био је секретар Сент Марка, а касније и Ардвика, умро је у септембру 1948, а у читуљи је наведен као један од оснивача клуба. Када је Сент Марк остао без стадиона на крају сезоне 1883/84, веза између њих и Беле Вуа довела је до сједињења клубова. Дјеловало је да постоје одређене несугласице између фудбалера два клуба, али спајање је трајало само једну сезону, након чега су се клубови поново раздвојили. Сент Марк под именом "Гортон асоцијација ФК", док је Беле Ву наставио постојање као "Вест Гортон атлетик". Са промјеном имена клуб је губио контакт са религијским почецима и име Сент Марк полако је избледело.
Поред тога што им је то била прва сезона под новим именом, 1884/85. означила је и друге новитете за бивши Сент Марк. Почетком сезоне придружили су се фудбалској асоцијацији Манчестера, а касније су играли први сениорски куп Манчестера, тада под називом Челенџ куп Манчестера и округа, изгубивши у првој рунди 1:0 од универзитетског тима Делтон Хала. То је била такође прва сезона у којој су носили дизајниране мајице, црне мајице са бијелим крстом, који је постао симболичан многим навијачима и остао је популаран упркос томе што више никад није употребљен.
Иако је Гортон био савременик и неколико година изједначен са другим клубовима из Манчестера, као што су били Западни Манчестер, Хејвуд сентрал и клуб који је израстао у њиховог највећег ривала, тада познат као Њутон Хит, други клубови су остварили више успјеха у претходних неколико сезона, изградивши име у купу Манчестера, прије него су прешли на већи ниво такмичења, у национални ФА куп. Гортон је наставио да се мучи у купу, а прву побједу остварили су против бивших партнера Вест Гортона, са 5:1 у првој рунди 1886. Ипак, у другој рунди су поражени од Њутон Хита 11:1.

### Ардвик (1887—1894)
На љето 1887 догодиле су се велике промјене у клубу, на три фронта. Клуб је избачен са стадиона на коме је играо и био им је потребан нови стадион на коме ће играти утакмице као домаћини. Након потраге, прешли су у оближњи Ардвик. Стадион у почетку није био импресиван, био је неједнак и блатњав, али је договорена рента од 10 фунти за седам мјесеци. Нова локација је била близу хотела Хајд роад и клуб је успоставио добре односе са власником хотела Стивеном Честер Томсоном, који им је дозволио да користе хотелске објекте у замјену за то да клуб буде званично базиран код њих, док би касније добили лиценцу за покретање нових барова на у оквиру стадиона. То је био почетак дуге повезаности власника хотела и клуба, које се огледало и по томе што су први надимак добили по Хајд Роад хотелу — Бреверимен (енгл. Brewerymen; досл. пивара). Прву утакмицу на новом Хајд Роад стадиону требало је да одиграју против Салфорда 10. септембра 1887, али се Салфорд није појавио.
Друга промјена за клуб било је име. С обзиром на то да више нису били базирани у Гортону, одлучили су се на промјену имена у Ардвик, замијенивши име старог мјеста у коме су били базирани са новим. Последња промјена односила се на платни систем. Клуб је од формирања био аматерски, 1887. по први пут су одлучили да награде неког фудбалера са недељном платом од пет шилинга, тако поставши професионални клуб.
Године 1889, експлозија у оближњем руднику угља Хајд роад резултирала је смрћу 23 рудара, док су Ардвик и Њутон хит (који су касније постали Манчестер сити и Манчестер јунајтед) одиграли пријатељску утакмицу под рефлекторима, као помоћ прикупљања средстава за катастрофу. У сезони 1888/89, изграђена је прва трибина новог стадиона, иако је имала капацитет од само хиљаду мјеста.
Одлучивши да преузму већи корак ка изградњи побједничког тима, менаџер Лоренс Фурнис и богати спонзор Џон Алисон, отишли су на скаутинг у Шкотску, у потрази за бољим фудбалерима, након чега су се вратили у Енглеску, гдје су гледали Болтон. Путовање је било успјешно, неколико фудбалера потписало је уговор са клубом и били су водећи играчи неколико наредних година, укључујући голмана Вилијама Дагласа, Дејвида Робсона и темпераментног Дејвида Вира.
Ардвик је стекао ширу славу освајањем купа Манчестера 1891, побиједивши у финалу Њутон хит 1:0. Овај успјех је имао утицаја на фудбалски савез, који је прихватио Ардвик за члана у сезони 1891/92. Савез се сјединио са фудбалском лигом 1892. и Ардвик је постао члан Друге лиге. Финансијски проблеми у сезони 1893/94 довели су до реорганизације у клубу и Ардвик је постао Манчестер сити 16. априла 1894.

## Успјеси

### Домаћи

#### Лига
- Прва дивизија Енглеске / Премијер лига (први ранг)
  - Првак (10) : 1936/37, 1967/68, 2011/12, 2013/14, 2017/18, 2018/19, 2020/21, 2021/22, 2022/23, 2023/24.
  - Вицепрвак (6) : 1903/04, 1920/21, 1976/77, 2012/13, 2014/15, 2019/20.
- Друга дивизија Енглеске / Прва дивизија Енглеске / Чемпионшип (други ранг)
  - Првак (7) : 1898/99, 1902/03, 1909/10, 1927/28, 1946/47, 1965/66, 2001/02.
  - Вицепрвак (4) : 1895/96, 1950/51, 1988/89, 1999/00.
  - Промоција – треће место (1) : 1984/85.
- Трећа дивизија Енглеске / Друга дивизија Енглеске / Прва лига Енглеске (трећи ранг)
  - Промоција – треће место (1) : 1998/99.

#### Купови
- ФА куп
  - Освајач (7) : 1903/04, 1933/34, 1955/56, 1968/69, 2010/11, 2018/19, 2022/23.
  - Финалиста (7) : 1925/26, 1932/33, 1954/55, 1980/81, 2012/13, 2023/24, 2024/25.
- Лига куп Енглеске
  - Освајач (8) : 1969/70, 1975/76, 2013/14, 2015/16, 2017/18, 2018/19, 2019/20, 2020/21.
  - Финалиста (1) : 1973/74.
- ФА Комјунити шилд (бивши Черити шилд)
  - Освајач (7) : 1937, 1968, 1972, 2012, 2018, 2019, 2024.
  - Финалиста (9) : 1934, 1956, 1969, 1973, 2011, 2014, 2021, 2022, 2023.
- Фул Мемберс куп
  - Финалиста (1) : 1986.

### Међународни
- Лига шампиона
  - Освајач (1) : 2022/23.
  - Финалиста (1) : 2020/21.
- Куп победника купова
  - Освајач (1) : 1969/70.
- УЕФА суперкуп
  - Освајач (1) : 2023.
- Светско клупско првенство
  - Освајач (1) : 2023.
- Англо-италијански Лига куп
  - Финалиста (1) : 1970.

## Сва финала међународних купова Манчестер ситија
Лига шампиона
| 2020/21. | Челси          | 1–0 | Манчестер сити |
| 2022/23. | Манчестер сити | 1–0 | Интер          |

Куп победника купова
| 1969/70. | Манчестер сити | 2–1 | Горњик Забже |

УЕФА суперкуп
| 2023. | Манчестер сити | 1–1 (5–4) | Севиља |

Светско клупско првенство
| 2023. | Манчестер сити | 4–0 | Флуминенсе |

Англо-италијански Лига куп
| 1970. | Болоња | 1–0, 2–2 | Манчестер сити |

## Тренутна постава
Од 4. фебруара 2025.
| Бр. |             | Позиција | Играч                     |
| --- | ----------- | -------- | ------------------------- |
| 3   | Португалија | О        | Рубен Дијас               |
| 5   | Енглеска    | О        | Џон Стоунс                |
| 6   | Холандија   | О        | Натан Аке                 |
| 7   | Египат      | Н        | Омар Мармуш               |
| 8   | Хрватска    | С        | Матео Ковачић             |
| 9   | Норвешка    | Н        | Ерлинг Халанд             |
| 10  | Енглеска    | С        | Џек Грилиш                |
| 11  | Белгија     | Н        | Жереми Доку               |
| 14  | Шпанија     | С        | Нико Гонзалез             |
| 16  | Шпанија     | С        | Родри                     |
| 17  | Белгија     | С        | Кевин Де Брујне (капитен) |
| 18  | Њемачка     | Г        | Стефан Ортега             |
| 19  | Њемачка     | С        | Илкај Гундоган            |
| 20  | Португалија | С        | Бернардо Силва            |

| Бр. |             | Позиција | Играч             |
| --- | ----------- | -------- | ----------------- |
| 22  | Бразил      | О        | Виктор Реис       |
| 24  | Хрватска    | О        | Јошко Гвардиол    |
| 25  | Швајцарска  | О        | Мануел Аканџи     |
| 26  | Бразил      | С        | Савињо            |
| 27  | Португалија | С        | Матеус Нуњес      |
| 30  | Аргентина   | С        | Клаудио Ечевери   |
| 31  | Бразил      | Г        | Едерсон           |
| 33  | Енглеска    | Г        | Скот Карсон       |
| 45  | Узбекистан  | О        | Абдукодир Хусанов |
| 47  | Енглеска    | С        | Фил Фоден         |
| 52  | Норвешка    | С        | Оскар Боб         |
| 75  | Енглеска    | С        | Нико О'Рајли      |
| 82  | Енглеска    | О        | Рико Луис         |
| 87  | Енглеска    | С        | Џејмс Макати      |

## Играчи на позајмици
| Бр. |           | Позиција | Играч                                         |
| --- | --------- | -------- | --------------------------------------------- |
| 2   | Енглеска  | О        | Кајл Вокер (Милан до 30. јуна 2025.)          |
| 4   | Енглеска  | С        | Калвин Филипс (Ипсвич Таун до 30. јуна 2025.) |
| 32  | Аргентина | С        | Максимо Пероне (Комо до 30. јуна 2025.)       |